# Karl Giese
Karl Giese (1898 – Brno, marzo de 1938) fue un archivero y curador, además
de pareja de Magnus Hirschfeld.

## Vida y obra

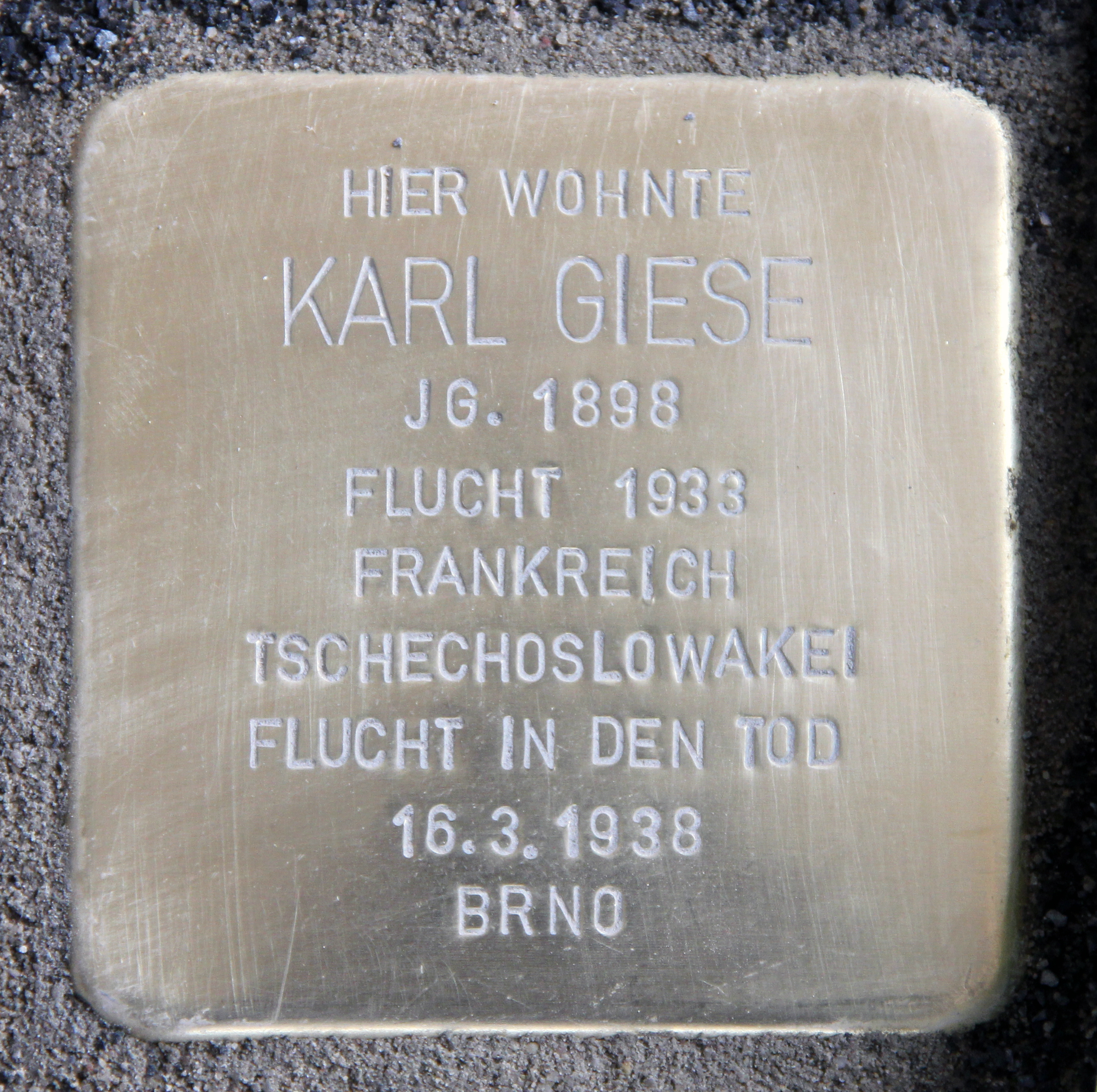
Stolperstein, en la avenida John Foster Dulles, número 10, en Berlin-Tiergarten dedicado a Giese.

Giese era originario de una familia de trabajadores. Era estudiante, cuanto –hacia 1918– conoció a Magnus Hirschfeld en una conferencia. Parece ser que Hirschfeld había sido herido de gravedad por «gamberros nacionalistas» (völkische Rowdys) y Giese habría acudido a ayudarle.
Giese se convirtió en colaborador y más tarde en amante de Hirschfeld. Se hizo cargo de la dirección del archivo del Institut für Sexualwissenschaft en Berlín. Hirschfeld describió la relación como una «conexión mental corporal». En el salón de Hirschfeld se desarrollaron estrechas amistades de Giese con el arqueólogo Francis Turville-Petre y el escritor Christopher Isherwood. Giese también realizaba conferencias, organizaba exposiciones y escribía artículos.
En 1932, cuando Hirschfeld ya no volvió a Alemania tras su tour por el extranjero debido al peligro que corría bajo el régimen nazi, Giese fue al encuentro de Hirschfeld. Tuvo que reconocer que Hirschfeld se había enamorado del estudiante de medicina de 23 años, Li Shiu Tong. En el exilio, en Francia, llevaron un ménage à trois.
Tras un «escándalo en unos baños» (Badeanstaltsaffäre) en octubre de 1934, Giese fue invitado a abandonar Francia. Se trasladó a Viena y posteriormente a Brno. Tras la muerte de Hirschfeld en 1935 consiguió volver a Niza para el entierro. Dos meses antes de su muerte, Hirschfeld había nombrado a sus dos amantes, Li Shiu Tong y Karl Giese, como sus únicos herederos. Sin embargo, la herencia era a condición de que emplearan el dinero en hacer avanzar la sexología. A Karl Giese se le prometieron la biblioteca y los objetos que habían podido ser «salvados de Alemania con su ayuda». Consiguió mantener las condiciones del testamento, pero Giese mismo vivió en la pobreza.
Karl Giese se quitó la vida en marzo de 1938 tras la entrada de las tropas alemanas en Checoeslovaquia. Su heredero, el abogado Karl Fein, fue deportado en 1942 por los nazis y posteriormente asesinado. Desde entonces han desaparecido sus posesiones y la herencia de Hirschfeld.
El 9 de febrero de 2016 se colocó un Stolperstein en su honor en su antigua vivienda, en la avenida John Foster Dulles, número 10, en el barrio de Berlin-Tiergarten.

## Christopher Isherwood sobre Karl Giese
Dieser “engagierte, ernsthafte, intelligente Veteran im Kampf um die sexuelle Freiheit [besaß] eine außergewöhnliche Unschuld”, erinnert sich Isherwood, “Christopher sah in ihm den derben Bauernjungen mit dem Herzen eines Mädchens, der sich vor langer Zeit in Hirschfeld, seine Vaterfigur, verliebt hatte. Er nannte ihn ja auch seinen ‘Papa’.”
Este «comprometido, serio, inteligente veterano en la lucha por la libertad sexual [poseía] una inocencia poco común», recodaba Isherwood, «Christopher veía en él el campesino bruto con el corazón de una muchacha, que se había enamorado hacía mucho de Hirschfeld, su figura paterna. No por nada lo llamaba su ‹papá›».
Christopher Isherwood sobre Karl Giese

## Como personaje en el cine
Karl Giese actuó en la película Anders als die Andern, estrenada en 1919, en el personaje de Paul
Körner de estudiante. Rosa von Praunheim recordó a Giese en su película Der Einstein des Sex.

## Publicaciones
- «Die Homosexuellenmorde» (1934), en: Capri 49, revista para la historia homosexual